# Symfonie nr. 1 (Leshnoff)
De Amerikaanse componist Jonathan Leshnoff voltooide zijn Symfonie nr. 1 "Forgotten chants and refrains" in 2004. 

## Geschiedenis
Het werk is geschreven in opdracht van Michael Stern, toenmalig leider van het IRIS Orchestra. Leshnoff zag zich genoodzaakt de thematiek van zijn werk aan te passen aan het andere werk dat op de premièreavond 4 december 2004 zou worden gespeeld: de Negende symfonie van Ludwig van Beethoven. De bekendste zin uit die symfonie, Alle Menschen werden Brüder, vertaalde Leshnoff naar zijn eigen belevingswereld. Hij schreef een werk dat de algemene gevoelens van alle mensen ter wereld weergaf, vreugde en verdriet. Daartoe haalde hij inspiratie uit oude (Westerse) muziek. Hij leende af en toe bij andere componisten zoals Guillaume Dufay en Salomon Rossi, maar schreef ook nieuwe stukken in de Joods-gregoriaanse traditie.

## Delen
De symfonie kent vijf delen:
1. Introductie
2. Snel
3. Langzaam – sneller – rustig
4. Allegro
5. Oplossing

De delen zijn door een lange boog aan elkaar gekoppeld. De delen 1 en 5 horen bij elkaar en de delen 2 en 4 eveneens. Deel 5 is een soort spiegelbeeld waarbij (relatief) snelle gregoriaans gezang wordt omringd door klaagzangen. Door deze klanken is een vergelijking met de muziek van Alan Hovhaness te maken, de buisklokken, de eenzame trombone en klarinet zorgen bij beiden voor een droevige stemming.

## Orkestratie
- 2 dwarsfluiten (II ook fluit), 2 hobo's,  2 klarinetten (II is ook basklarinet), 1 fagot, 1 contrafagot
- 4 hoorns, 2 trompetten, 2 trombones,
- pauken, 2 man/vrouw percussie, 1 harp,  piano
- violen, altviolen, celli, contrabassen

## Discografie
- Uitgave Naxos: IRIS Orchestra o.l.v. Michael Stern, opname 4 en 5 december 2004